# Adam Dobroński
Adam Czesław Dobroński (ur. 1 listopada 1943 w Ostrowi Mazowieckiej) – polski polityk i samorządowiec, historyk, poseł na Sejm II kadencji.

## Życiorys
W 1966 ukończył studia na Wydziale Historii Uniwersytetu Warszawskiego. W 1972 uzyskał stopień doktora, a w 1981 doktora habilitowanego. W 1991 objął stanowisko profesora nadzwyczajnego (pracując na Uniwersytecie w Białymstoku). Pełnił funkcje m.in. dziekana Filii Uniwersytetu Warszawskiego w Białymstoku. Zatrudniony w Instytucie Historii UwB. Autor książek i artykułów naukowych. Zasiadał w jury Konkursu „Książka Historyczna Roku”. Udzielał się jako konsultant przy produkcji filmów dokumentalnych.
W okresie PRL działał w NSZZ „Solidarność” i w Zjednoczonym Stronnictwie Ludowym. W latach 1993–1997 był posłem II kadencji z listy Polskiego Stronnictwa Ludowego z okręgu białostockiego. W 1997 nie uzyskał reelekcji. Od 1994 do 1997 pełnił funkcję kierownika Urzędu do Spraw Kombatantów i Osób Represjonowanych. Stał na czele Polsko-Litewskiej Grupy Parlamentarnej. Od 1998 do 2007 sprawował mandat radnego sejmiku podlaskiego. Bez powodzenia kandydował do Sejmu w 2001 i 2005 oraz w wyborach do Parlamentu Europejskiego w 2009.
W 2024 powołany w skład Rady Muzeum przy Muzeum – Dom Rodziny Pileckich.

## Odznaczenia i wyróżnienia
Odznaczony m.in. Krzyżem Kawalerskim Orderu Odrodzenia Polski (1999) oraz izraelskim Medalem 60-lecia zakończenia II Wojny Światowej (2005). W 2011 otrzymał honorowe obywatelstwo miasta Ostrów Mazowiecka. W 2025 został wyróżniony Nagrodą Srebrnej Róży przyznawaną przez Książnicę Podlaską w Białymstoku.

## Publikacje
- Potencjał militarno-gospodarczy Królestwa Polskiego w latach 1907–1914, 1976.
- Infrastruktura społeczna i ekonomiczna guberni łomżyńskiej i obwodu białostockiego w latach 1866–1914, 1981.
- Ułani Grochowscy, Warszawa-Białystok, 1992.
- Łomża w latach 1866–1918, 1993.
- Szkice z dziejów wojska i walk w północno-wschodniej Polsce, 1996.
- Losy Sybiraków, 1997.
- Białystok. Historia miasta, Białystok, 1998.
- Ostatni Prezydent II Rzeczypospolitej Ryszard Kaczorowski, 1999.
- Jerzy Wiśniewski (01.01.1928–30.10.1983) (red.), 2000.
- Białostoccy Żydzi 4 tomy (współautor), 1993–2002.
- Dzieje Ostrowi Mazowieckiej do 1914 roku, 2007.
- Historia województwa podlaskiego (red.), 2010.
- Podlaski Oddział Straży Granicznej, 2016.
- Żydzi białostoccy. Karty pamięci, Białystok, 2022.